# 来歙
来 歙（らい きゅう、? - 35年）は、中国の新代から後漢時代初期の武将。後漢草創期の功臣である。字は君叔。荊州南陽郡新野県の人。武帝時代に光禄大夫を務めた来漢の六世の孫。父は哀帝の時期に諫大夫を務めた来仲。また、来仲の妻は光武帝（劉秀）の祖父の姉妹である。妹の夫は劉嘉。弟は来由。子は来褒。

## 事跡

### 初期の事跡
| 姓名           | 来歙                                  |
| 時代           | 新代 - 後漢時代                       |
| 生没年         | 生年不詳 - 35年（建武11年）           |
| 字・別号       | 君叔（字）                            |
| 本貫・出身地等 | 荊州南陽郡新野県                      |
| 職官           | 太中大夫〔後漢〕→中郎将〔後漢〕       |
| 爵位・号等     | -                                     |
| 陣営・所属等   | 更始帝→劉嘉→光武帝                    |
| 家族・一族     | 父：来仲 弟：来由 子：来褒 義弟：劉嘉 |

劉秀からは、若年時代から親しく敬重されていて、2人で何度も長安と南陽の間を往来したことがあった。劉秀が挙兵すると、来歙は劉氏と姻戚関係にあったことから、王莽の命令で収監されたものの、賓客たちに救出された。劉玄が更始帝として即位すると、来歙は小役人として登用され、長安まで随従している。しかし、提案が全く採用されないことから、病気を口実に辞去した。ただ、この間にも、来歙は同じく更始帝配下であった隗囂と面識を得ている。その後、妹の夫である漢中王劉嘉から招聘されて、その陣営に加わる。建武2年（26年）、来歙は劉嘉に光武帝への臣従を進言し、劉嘉と共に洛陽の光武帝に拝謁した。

### 隗囂との外交交渉
光武帝は来歙との対面を大いに喜び、自身の衣服を来歙に着せるほどまでに歓迎して、太中大夫に任命している。隴右の隗囂・蜀（成家）の公孫述への対処を光武帝から問われた来歙は、隗囂を説得して味方につけるよう進言した。そして、来歙は建武3年（27年）より、隗囂への使者の任務を務めるようになる。建武5年（29年）には、馬援と共に隗囂に入朝を勧め、隗囂は子の隗恂を人質として光武帝の下に送った。この功績により、来歙は中郎将に任命されている。
建武6年（30年）、光武帝は隗囂に蜀進攻を迫るため、来歙に符節を持たせ、使者として派遣する。しかし、隗囂は腹心の王元などの勧めもあって、すでに公孫述への傾斜を強めていた。言を左右する隗囂に激怒した来歙は、遂に憤って隗囂を問い詰め、前に出て刺そうとするが、隗囂は兵を呼び集め、来歙は節杖を地に突いて退出した。隗囂は、王元の進言に従い、来歙を追って殺害しようと図ったが、来歙は王遵を始めとする多くの隗囂配下から尊敬されており、彼らの取りなしのおかげで無事光武帝の下へ帰還した。
建武7年（31年）、隗囂は公孫述に帰順し、朔寧王と為される。隗囂は三輔を攻めるが馮異・祭遵に阻まれる。対して光武帝は来歙をして書を送りて、隗囂から王遵を引き抜かせた。

### 隴右平定と蜀攻略中の死
建武8年（32年）春、来歙は征虜将軍祭遵と共に（ただし、途中で祭遵は病のため離脱）、隗囂領の略陽（天水郡）を急襲し、守将の金梁を討ち取って占領している。その速攻に驚き慌てた隗囂は、精鋭部隊を率いて略陽を包囲攻撃したものの、来歙は堅く守り抜き、同年秋になっても落城しなかった。やがて光武帝が親征し、隗囂軍は潰走している。光武帝は、来歙に大いなる賞賛と褒賞を与えた。その後、来歙は、長安の守備と各将の督察を任されている。
建武9年（33年）8月、来歙は、征西大将軍馮異ら5人の将軍を率い、天水に籠る隗囂の遺児の隗純、公孫述の部将の田弇・趙匡を討伐した。翌建武10年（34年）8月、馮異が趙匡を討ち取り、同年10月、来歙は落門聚（天水郡冀県）で隗純を撃破してこれを降伏させ、ついに隴右を平定した。冬には、かつて隗囂に従属していた先零羌などの北方民族が、金城郡・隴西郡に攻め込んできたが、来歙はこれも撃破した。そして、戦乱のために困窮していた隴右の民衆のために、来歙は公庫を開いて糧食を提供し、救済している。
建武11年（35年）6月、来歙は、下弁（武都郡）で公孫述の部将の王元・環安を撃破したが、環安が放った刺客により暗殺されてしまった。その死の直前、来歙は今後の方針や戒め等を託すため、蓋延を呼びつけたが、蓋延は悲しみの余り涙にくれ、来歙はこれを一喝したとの逸話が残る。来歙の死を伝えられた光武帝も涙し、その功績を讃えるため、当郷県（汝南郡）を征羌国と改めた。
子の来褒が後継した他、建武13年（37年）、来歙の忠節を嘉し、光武帝は来歙の弟の来由を宜西侯としている。他方、嫡流である来棱（来褒の子）は明帝の娘の武安公主劉恵を妻に迎え、その子の来歴（字は伯珍）は順帝の永建年間（126年-132年）に車騎将軍・大鴻臚にまで昇った。以後も来氏は後漢末まで何度か顕官を輩出している。

### 後世の逸話
張嶷は費禕が大将軍となりながら、本性の赴くままに博愛心を示し、帰順したばかりの者を信用し過ぎるのを見て、文書を出してこれを戒め、「昔(後漢の初め)、岑彭は軍兵を率いながら、来歙は節(軍権を示す旗)を杖としながら、共に刺客によって殺害されました。今、明将軍(との)の位は尊く権限は重いのですから、どうか過去の出来事を鏡となさって、少しは警戒なさってください」と述べた。253年の旧暦正月朔日（2月16日）に宴席にて、費禕は強かに酔った処を魏の降将である郭循に刺され、数日後に死去した。